# Bandiera gialla (marchio)
La bandiera gialla è un riconoscimento di qualità turistico conferito dall'Associazione campeggiatori turistici d'Italia (ACT Italia) ai piccoli comuni dell'entroterra e della costa italiani che si distinguono per offrire e investire nel turismo in movimento, che avviene coi camper. L'idea nata nel 2013 è promossa su scala nazionale, individuando piccole località d'eccellenza in ogni regione. Le bandiere, a dicembre 2021, sono state consegnate a 92 borghi. I servizi proposti dai comuni premiati sono la compravendita dei prodotti tipici, servizi elettronici, sicurezza e l’accesso ad alcune locande.
I Comuni interessati al riconoscimento devono fare una richiesta e compilare un apposito questionario. A questo punto una commissione tecnica valuterà la domanda: se è idoneo viene accettata, riceve il riconoscimento e diventa membro dell'ACT Italia, mentre se non è idoneo viene rifiutata.

## Elenco delle località premiate con la bandiera gialla
Basilicata (1)
- Tricarico

Calabria (4)
- Cerchiara di Calabria
- Francavilla Marittima
- San Cosmo Albanese
- Sersale

Campania (1)
- Savignano Irpino

Emilia-Romagna (6)
- Alto Reno Terme
- Castel San Pietro Terme
- Meldola
- Montese
- Sala Baganza
- Terenzo

Friuli-Venezia Giulia (5)
- Buttrio
- San Vito al Tagliamento
- Sappada
- Tarcento
- Valvasone

Lazio (2)
- Lubriano
- Vitorchiano

Liguria (2)
- Bardineto
- Camporosso

Lombardia (11)
- Bagolino
- Bergamo
- Capo di Ponte
- Como
- Costa Volpino
- Curtatone
- Gavirate
- Monzambano
- Ossimo
- Ponte di Legno
- San Benedetto Po

Marche (15)
- Amandola
- Camerino
- Cingoli
- Corinaldo
- Gualdo
- Macerata
- Marotta
- Mercatello sul Metauro
- Mergo
- Mondavio
- Monterubbiano
- Osimo
- San Ginesio
- Santa Maria Nuova
- Sarnano

Molise (4)
- Agnone
- Bonefro
- Casacalenda
- Civitacampomarano

Piemonte (13)
- Argentera
- Baceno
- Candelo
- Cannobio
- Cuneo
- Nizza Monferrato
- Oropa
- Paesana
- Pollone
- Roaschia
- Saluzzo
- Susa
- Valfenera

Sardegna (3)
- Baradili
- Sardara
- Semestene

Sicilia (1)
- Aidone

Toscana (6)
- Barberino di Mugello
- Camaiore
- Campiglia Marittima
- Monteriggioni
- Pomarance
- Volterra

Trentino-Alto Adige (3)
- Borgo Valsugana
- Predaia
- Trento

Umbria (5)
- Ficulle
- Gubbio
- Monte Castello di Vibio
- San Gemini
- Panicale

Valle d'Aosta (5)
- Fénis
- Hone
- Lillaz
- Valgrisenche
- Valsavarenche

Veneto (3)
- Castelguglielmo
- Feltre
- Schio